# Abflugbereich

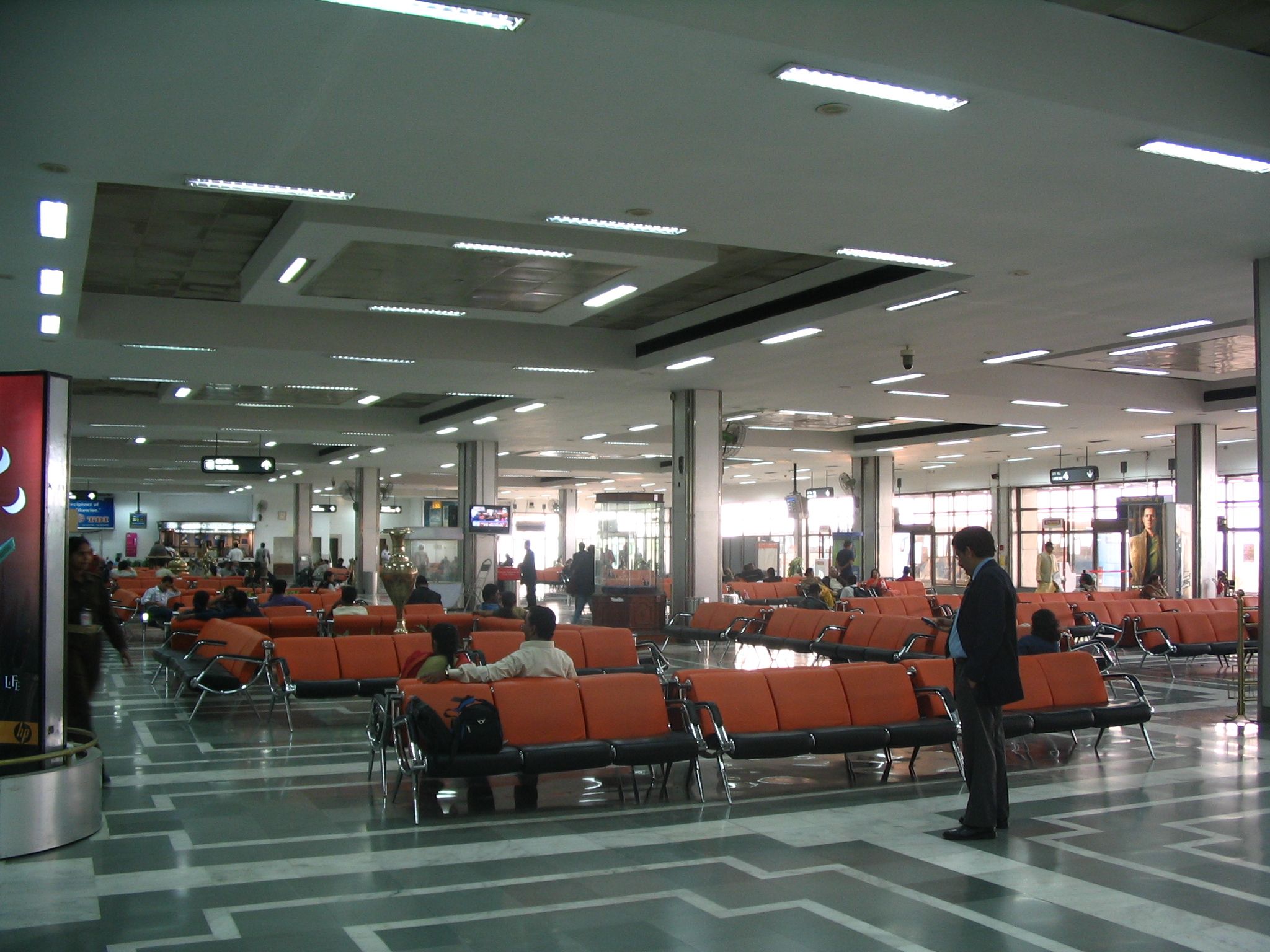
Sitzmöglichkeiten in der Abflughalle

Der Abflugbereich ist Teil der Flughafeninfrastruktur und befindet sich zusammen mit dem Ankunftsbereich im Terminal des Flughafens. Zur Ausstattung des Abflugbereiches zählen im Wesentlichen Check-in-Schalter, die Zoll- und Sicherheitskontrolle sowie Sitz- und Ruhemöglichkeiten. Des Weiteren befinden sich dort Anzeigetafeln abfliegender Maschinen, Verspätungs- und Flugsteiganzeigen sowie Reisebüroschalter und Duty-free Shops. 